# Ahora lloras tú
Ahora lloras tú è un singolo della cantautrice spagnola Ana Mena, in collaborazione con la boy band statunitense CNCO, pubblicato il 20 gennaio 2017 dall'etichetta Sony Music España come quarto estratto dal primo album in studio Index.

## Descrizione
Il brano, scritto dalla stessa cantautrice con Bruno Nicolás Fernández, in arte Debruk, David Augustave Picanes e José Luis de la Peña Mira, è prodotto da quest'ultimo con Dabruk.

## Video musicale
Il video musicale è stato pubblicato in concomitanza all'uscita del brano attraverso il canale YouTube della cantautrice.

## Tracce
Testi e musiche di Ana Mena Rojas, Bruno Nicolás Fernández, David Augustave Picanes e José Luis de la Peña Mira.
1. Ahora lloras tú (feat. CNCO) – 3:27

## Formazione
Musicisti
- Ana Mena Rojas – voce
- CNCO – voce

Produzione
- Bruno Nicolás Fernández (Dabruk) – produzione, registrazione
- Felipe Guevara – missaggio
- José Luis de la Peña Mira – produzione
- Juan Guevara – registrazione
- Mike Kalajian – masterizzazione

## Classifiche
| Classifica (2017) | Posizione massima |
| ----------------- | ----------------- |
| Spagna            | 78                |